# Episodi di Mila e Shiro - Il sogno continua
Mila e Shiro - Il sogno continua (アタッカーYOU 金メダルへの道?, New Attacker YOU!) è un anime di 52 episodi, di produzione sino-giapponese, seguito di Mila e Shiro - Due cuori nella pallavolo del 1984.

## Episodi
| Nº | Titolo italiano | In onda | In onda           |
| Nº | Titolo italiano | Cinese  | Italiano          |
| 1  | Un nuovo inizio | 2008    | 12 settembre 2011 |
| 1  | L'ex campionessa della nazionale cinese Ming Yang ed il giovane allenatore Shiro Takiki assumono un incarico quasi impossibile: far tornare ad alti livelli la squadra di pallavolo delle Dragon Ladies, che rischia di essere sciolta, dopo anni di vittorie, per la retrocessione in serie A2. Il budget della squadra è ai minimi termini e gran parte delle giocatrici se ne va per trovare ingaggi migliori. Ming Yang si mette alla ricerca di nuove atlete; inizialmente potrà contare solo su Nami Hayase, sulla giocatrice francese Catherine Maurel e su Ling Lao, che a 28 anni è ormai a fine carriera. |         |                   |
| 2  | I provini | -       | 13 settembre 2011 |
| 2  | Glin è appena arrivata in città per partecipare ad un torneo di Kung Fu, sport che pratica fin da piccola allenata dal nonno. Ming Yang la osserva durante un combattimento e ne rimane colpita al punto da proporle di far parte delle Dragon Ladies, in cerca di nuove giocatrici. Inizialmente il nonno della ragazza è contrario, ma poi le permette di sostenere il provino. In seguito Nami parla alla Yang della sua amica Mila Hazuki che due anni prima aveva avuto un grave infortunio al tendine di Achille che le aveva interrotto la carriera. Dopo duri allenamenti Mila ha pienamente recuperato la forma e Ming Yang decide di andare in Giappone a conoscerla. |         |                   |
| 3  | La squadra si allarga | -       | 14 settembre 2011 |
| 3  | Yang, Shiro e Glin partono per il Giappone. All'aeroporto vengono accolti da Kaori Takigawa, dalla quale vengono a sapere che Mila sosterrà un provino per entrare in una squadra giapponese di alto livello e vanno a vederla. Nonostante una grande prova, Mila non viene accolta da nessuna squadra di serie A, perché nessun allenatore potrebbe rischiare di schierare chi si è infortunata al tendine di Achille. La carriera di Mila sembrerebbe finita, ma grazie a Kaori (che si sente un po' colpevole dell'infortunio), la Yang le propone di far parte delle Dragon Ladies. Anche Kaori si unisce alla squadra. |         |                   |
| 4  | Gioco di squadra | -       | 15 settembre 2011 |
| 4  | Il gruppo fa ritorno in Cina e, insieme alle altre giocatrici, comincia gli allenamenti. Subito si accendono le prime rivalità tra Catherine e Mila, inoltre Glin si mette in luce per il modo "alla Kung Fu" di giocare dimostrando che deve ancora imparare molto sulla pallavolo. La prima amichevole viene disputata contro una rappresentativa maschile che, con gran fatica, riesce ad avere la meglio sulle ragazze, brave ma non ancora una "vera squadra". |         |                   |
| 5  | La nuova candidata | -       | 16 settembre 2011 |
| 5  | Yip Hua Zhang, l'alzatrice della squadra, propone a Ming Yang l'inserimento in squadra della sua amica Xiu Lan Mo che ha lasciato però la pallavolo da tempo a seguito di un infortunio alla caviglia, dedicandosi al basket. Dopo l'iniziale rifiuto della Yang anche Xiu Lan non ne vuole sapere di ritornare a giocare a pallavolo, ma le Dragon Ladies le propongono una sfida a pallacanestro: in caso di sconfitta la ragazza dovrà entrare nella loro squadra. Nonostante il basket non sia uno sport congeniale alle compagne di squadra di Yip Hua, applicando le tecniche della pallavolo arrivano ad un passo dalla vittoria. Pur se sconfitte si ritrovano sempre più "squadra" e anche Xiu Lan capisce che lo sport che ama di più è la pallavolo e chiede di poter entrare nelle Dragon Ladies. |         |                   |
| 6  | Una nuova sfida | -       | 19 settembre 2011 |
| 6  | Le Hellcats allenate da Daimon e Mitamura arrivano dal Giappone per una serie di incontri in Cina e Shiro riesce a combinare una amichevole anche con le Dragon Ladies. Nonostante la squadra faccia parte di una serie minore, Daimon vuole affrontare e batterla perché è allenata dalla grande Ming Yang. Ling Lao è l'unico libero della squadra e con i suoi 28 anni è costretta ad allenarsi di nascosto dalle altre per mantenere il ritmo, ma improvvisamente arriva dalla Mongolia Ming Hua Liu, una ragazzona dall'aspetto imponente che potrebbe subentrare a Ling nel ruolo, se solo qualcuno le insegnasse le tecniche della pallavolo. Ming Yang promuove Ling vice allenatore. Sarà lei a trasmettere tutta la sua grande esperienza maturata in anni di militanza alle altre compagne. |         |                   |
| 7  | Strategie di gioco | -       | 20 settembre 2011 |
| 7  | Le Hellcats nella loro partita contro le Red Eagles fanno onore alla loro fama di squadra più forte del mondo surclassando le avversarie. Le Dragon Ladies che assistono alla partita sono spaventate dalla forza agonistica della squadra che dovranno affrontare sia pure in amichevole di lì a pochi giorni. Ming Yang sottopone alle ragazze ad allenamenti speciali e comincia ad insegnare loro a ricevere la sua terribile "schiacciata tonante", impossibile da prendere. Una volta imparato a difendersi da quella schiacciata, le Dragon Ladies avrebbero potuto affrontare qualunque avversario. |         |                   |
| 8  | Lo spirito di squadra | -       | 21 settembre 2011 |
| 8  | Le ragazze si sottopongono ad una settimana di duri allenamenti, che si protraggono anche la notte. Ming Hua che ha una cronica paura delle palle veloci, impara poco a poco la tecnica della ricezione. Glin comincia a mettere a frutto le tecniche del Kung Fu per saltare e schiacciare la palla e Kaori arriva ad allenarsi con palle da un Kg per potenziare le sue alzate. Yip Hua ha un forte dolore alla schena, ma lo tiene nascosto anche se l'amica Xiu Lan si accorge di tutto e la convince a farsi fare una visita di controllo. Xiu Lan non vuole che l'amica faccia la fine di sua sorella che per aver continuato a giocare nonostante il dolore alle articolazioni ha poi dovuto abbandonare la pallavolo. |         |                   |
| 9  | Una stella nascente | -       | 22 settembre 2011 |
| 9  | Ling inizia a pensare seriamente che Ming Hua possa diventare un libero all'altezza del campionato, così inizia a trasmatterle tutte le sue conoscenze su questo ruolo e insieme alla signora Yang cercano di capire come sfruttare il passato da lottatrice di sumo di Ming Hua nella pallavolo per farla diventare una vera stella. Gli allenamenti mirati a cui le ragazze si sottopongono cominciano a dare i loro frutti e cresce l'affiatamento tra le schiacciatrici Mila e Glin. |         |                   |
| 10 | Unite si cresce | -       | 23 settembre 2011 |
| 10 | Finalmente arriva il giorno della gara tra le Dragon Ladies di Ming Yang e le Hellcats di Daimon, che schiera una squadra di riserve. Il primo set è appannaggio delle Dragon Ladies, ma la strategia di Daimon è di raccogliere i dati sulle avversarie, introdurle nel computer ed elaborare un gioco vincente che tenga conto delle loro debolezze. Infatti nel secondo set le Hellcats sfruttano il punto debole di Glin, che è la ricezione e prendono molti punti di vantaggio, ma la squadra delle Dragon Ladies reagisce e comincia a risalire la china. |         |                   |
| 11 | Il contrattacco | -       | 26 settembre 2011 |
| 11 | La gara tra le Dragon Ladies e le riserve delle Hellcats ha un andamento inaspettato. Grazie alle potenti schiacciate di Glin e dalla crescente intesa tra Mila, Catherine e Kaori (che ha sostituito Yip Hua nel corso della gara), alla fine del quarto set la partita è in sostanziale parità. Le Hellcats sono sfiancate dalle giocate delle avversarie e Daimon per l'ultimo decisivo set decide di mandare in campo la squadra titolare. |         |                   |
| 12 | Una sfida estenuante | -       | 26 settembre 2011 |
| 12 | Ultimo e decisivo set. Il pubblico è ormai talmente numeroso che vengono allestiti megaschermi fuori dal palazzo dello sport. Dopo un avvio dove le Hellcats sembrano prendere il sopravvento grazie ai dati elaborati al computer di Daimon, le Dragon Ladies hanno uno scatto di orgoglio e riescono a vincere il set e l'incontro sovvertendo ogni pronostico. |         |                   |
| 13 | Una ballerina in campo | -       | 27 settembre 2011 |
| 13 | Presso la palestra dove le Dragon Ladies si allenano arriva una ragazza, Gina Malansano, accompagnata dal padre, perché vuole anche lei provare a giocare a pallavolo. Viene accettata per una settimana di prova, ma soprattutto a Catherine appare subito come la classica ragazza ricca e viziata che desidera soddisfare un capriccio. Col passare dei giorni però Gina si dimostra invece tenace e con un incredibile talento: grazie agli anni di danza classica che ha alle spalle riesce infatti a muoversi con armonia e a prevedere i movimenti delle compagne e delle avversarie. Quando le ragazze si accorgono della cosa, aiutano Gina anche con allenamenti segreti in modo da sviluppare le sue capacità. Alla fine della settimana Gina diventa membro effettivo della squadra. |         |                   |
| 14 | Il campionato entra nel vivo | -       | 27 settembre 2011 |
| 14 | La prima partita di campionato è contro le Big Bears, una squadra mediocre che le Dragon Ladies (che hanno battuto le grandi Hellcats) sottovalutano. Inaspettatamente le Big Bears, più determinate ed affiatate, si ritrovano in vantaggio e ci vuole tutta la determinazione di Ling Lao, dolorante per un incidente in allenamento, per trascinare a fatica la squadra alla vittoria. |         |                   |
| 15 | Una sconfitta che brucia | -       | 28 settembre 2011 |
| 15 | La partita seguente è contro le Fire Foxes. Le Dragon Ladies non riescono mai ad entrare in partita e le loro mosse sono costantemente previste dalle avversarie. Solamente alla fine dell'incontro cominciano ad ingranare, ma è ormai troppo tardi. La sconfitta brucia, soprattutto a Glin che comincia ad avere dei dubbi sulle sue reali capacità di giocatrice. |         |                   |
| 16 | Una straordinaria rimonta | -       | 28 settembre 2011 |
| 16 | Glin è in crisi ed è tornata al suo paese per riprendere la concentrazione, ma la gara successiva con le Tiger Ladies è decisiva perché una sconfitta pregiudicherebbe la vittoria nel campionato e le compagne hanno bisogno anche di lei. Quando la gara inizia le Dragon Ladies stentano ad entrare in partita, ma grazie alle intuizioni di Gina Malansano capace di leggere le mosse future delle avversarie, la squadra riprende forza, nonostante la potenza di Tan Tan che guida le Tiger Ladies. Nell'ultimo decisivo set rientra Glin, arrivata di corsa dalla stazione ferroviaria e le Dragon Ladies vincono la partita. |         |                   |
| 17 | Tensioni nel gruppo | -       | 29 settembre 2011 |
| 17 | La vittoria non ha cancellato alcune tensioni che serpeggiano in squadra, specialmente tra Catherine e Gina. Ming Yang capisce subito che un simile problema può minare l'armonia della squadra e fa allenare assieme e duramente le due ragazze. Questo allenamento forzato dà i suoi frutti nell'amichevole che le Dragon Ladies giocano contro la rappresentativa maschile dalla quale erano state battute qualche mese prima. La partita è importante perché una sconfitta potrebbe mettere a repentaglio la sponsorizzazione della squadra e quindi la sua stessa sopravvivenza, ma l'intesa che Catherine e Gina hanno sviluppato loro malgrado porta le Dragon Ladies ad una facile vittoria contro i ragazzi. |         |                   |
| 18 | Una prova difficile per Shiro | -       | 29 settembre 2011 |
| 18 | La partita contro le Bull Dogs è funestata da un grave problema: Ming Yang si sente male e viene portata in ospedale. Senza direttore sportivo la squadra sbanda e non gioca bene, anche per la preoccupazione che le ragazze hanno per la salute di Ming Yang. Shiro è un bravo allenatore, ma non sembra in grado di fare uscire la squadra dalla crisi. |         |                   |
| 19 | L'arma segreta | -       | 30 settembre 2011 |
| 19 | Shiro manda in campo Gina Malansano come alzatrice. Inizialmente il suo gioco istintivo mette in crisi le compagne che non riescono a seguire i suoi veloci movimenti, ma grazie a Glin col passare dei minuti riescono finalmente a capire le giocate istintive di Gina e da quel momento le Dragon Ladies diventano implacabili: le avversarie vanno totalmente in confusione non sapendo da dove arriverà la palla e le Dragon Ladies vincono con facilità. Quella stessa sera la sorella maggiore di Xiu Lan la contatta in segreto: le Red Eagles si stanno rinnovando ed hanno bisogno di lei. |         |                   |
| 20 | La squadra è in crisi | -       | 30 settembre 2011 |
| 20 | Lo sponsor è sempre più tentato di ritirare la sponsorizzazione alla squadra. La partita contro le Blue Falcons, l'ultima della prima metà del campionato A2, inizia male per via dell'arbitraggio sfacciatamente di parte, ma dopo l'espulsione di Shiro per proteste le ragazze reagiscono alla situazione sfavorevole e vincono la partita. Il pubblico di casa per tutto l'incontro ha fatto un tifo infernale per le Blue Falcons, ma le Dragon Ladies escono dal palazzo dello sport tra gli applausi. La sponsorizzazione viene rinnovata e Xiu Lan decide di rimanere in squadra nonostante l'offerta della sorella. |         |                   |
| 21 | La nuova arrivata | -       | 3 ottobre 2011    |
| 21 | In squadra arriva una nuova giocatrice, Maria Rodriguez, figlia di una compagna di squadra di Ming Yang. Il suo apporto potrebbe diventare importante per la successiva partita contro le Fire Foxes. L'ultima sera di allenamento prima della gara è movimentata dalla sparizione del cane Orsetto, ritrovato su un albero da Glin, Mila e Maria. |         |                   |
| 22 | Una nuova battuta al salto | -       | 3 ottobre 2011    |
| 22 | Nella partita con le Fire Foxes si lotta fino all'ultimo punto e le Dragon Ladies vincono di misura. Mila utilizza una nuova battuta che imprime uno strano effetto sulla palla spiazzando le avversarie. Alla partita partecipa anche Maria Rodriguez e fra il pubblico ci sono anche i genitori di Mila ed il suo fratellino adottivo. |         |                   |
| 23 | Uno sguardo al futuro | -       | 4 ottobre 2011    |
| 23 | Il piccolo Chun San entra in palestra durante un allenamento e viene colpito al volto da una terribile schiacciata dell'incolpevole Catherine che gli provoca il distacco della retina. Chun San ha paura dell'operazione a cui dovrà sottoporsi per recuperare la vista, ma Catherine riesce a convincerlo a farsi operare in cambio della promessa di diventare campionessa. L'operazione riesce e da quel momento le Dragon Ladies inanellano una vittoria dopo l'altra, con le Bull Dogs, le Blue Falcons e le Big Bears. Rimane solamente l'ultima partita contro le terribili Tiger Ladies di Tan Tan Chung a dividere le Dragon Ladies dalla vittoria del campionato e dalla promozione in serie A1, ma le ragazze sanno che Tan Tan è in forma strepitosa e praticamente non ha punti deboli. |         |                   |
| 24 | Una tigre in campo | -       | 4 ottobre 2011    |
| 24 | Le Tiger Ladies, affrontate e battute nel girone d'andata, sembrano non avere punti deboli, trascinate da Tan Tan Cheung, un'atleta completa che potrebbe giocare con abilità in tutti i ruoli. Le Dragon Ladies hanno uno sbandamento iniziale, sopraffatte dal gioco delle avversarie. Quando Tan Tan comincia ad utilizzare una nuova schiacciata che grazie ad una veloce rotazione del polso cambia repentinamente traiettoria prima di toccare terra, le Dragon Ladies perdono un set dopo l'altro. Grazie però allo spirito di osservazione di Maria, Ming Yang scopre l'unico punto debole delle avversarie: le Tiger Ladies non sono una squadra, ma sono sei giocatrici che giocano individualmente per Tan Tan, l'unica a fare punti. |         |                   |
| 25 | Tan Tan contro tutti | -       | 5 ottobre 2011    |
| 25 | Durante la gara le due squadre mettono in atto mosse e contromosse per neutralizzare il gioco e le potenzialità delle avversarie. Le Dragon Ladies, con l'adozione di apposite contromisure atte a bloccare le incredibili giocate di Tan Tan Cheung, vincono il terzo ed il quarto set, riuscendo quindi ad andare al tie-break. |         |                   |
| 26 | Verso la promozione | -       | 5 ottobre 2011    |
| 26 | Il quinto e decisivo set inizia con le speciali battute di Glin, che all'inizio sbaragliano le avversarie. Ben presto però le Tiger Ladies ne prendono le misure e riescono a fermarle, demoralizzando la ragazza. Durante un'azione di gioco Ming Wah si infortuna ad una spalla ed è costretta ad uscire, sostituita da Ling, seppure infortunata a sua volta. Ling prova dolore, ma resiste stoicamente e con la sua determinazione trascina le Dragon Ladies alla vittoria. |         |                   |
| 27 | Grandi cambiamenti | -       | 6 ottobre 2011    |
| 27 | Al termine del campionato di A2, vinto dalle Dragon Ladies e dei mondiali per Club, dominato dalle Hellcats di Diamon, ci sono grandi cambiamenti in vista. Le Tiger Ladies vengono sciolte e Tan Tan Cheung viene ingaggiata dalle Red Eagles, che annovera già tra le sue file due ragazze della nazionale cinese. Il campionato di A1 si preannuncia molto duro e Ming Yang pensa a rinforzare la squadra e comincia a pensare a Jin Mei Dong, una campionessa nel salto in alto che anche se di bassa ha un'elevazione molto grande. Jin Mei, che ha sempre praticato uno sport individuale, rimane affascinata dal gioco di squadra ed è incerta se accettare l'invito della signora Yang ad unirsi alle Dragon Ladies. |         |                   |
| 28 | Due gemelle terribili | -       | 6 ottobre 2011    |
| 28 | Il campionato di A1 ha inizio, le Dragon Ladies affrontano le Silver Wolf e si trovano in difficoltà per le giocate delle gemelle terribili Gum Lai e Gan Lai. La partita si mette subito male, ma la Yang durante un time-out comunica alle ragazze che le Red Eagles, trascinate da un'incontenibile Tan Tan hanno stravinto la loro gara e questo dà una carica incredibile alla squadra che ritorna in campo trasformata ribaltando le sorti della gara. Jin Mei, assiste alla partita e impressionata dalla condotta di gara delle Dragon Ladies decide di entrare anche lei in squadra. |         |                   |
| 29 | Una triste prospettiva | -       | 7 ottobre 2011    |
| 29 | La squadra ha ricorrenti problemi con lo sponsor in difficoltà finanziarie, ma questa volta pare proprio che la sponsorizzazione verrà ritirata e le Dragon Ladies siano destinate ad essere sciolte. Ming Yang cerca di mantenere il segreto, ma le ragazze lo scoprono fortunosamente e per questo motivo affrontano la gara con le mediocri Crocodiles completamente deconcentrate. La gara, funestata anche da un incidente che porta Catherine ad essere sostituita da Gina, sembra ormai segnata, quando Ming Hua vede tra il pubblico tutta la sua famiglia, arrivata dalla Mongolia per fare il tifo per lei. Questo dà alla ragazza una grande carica che contagia tutta la squadra e le Dragon Ladies arrivano facilmente alla vittoria e anche i problemi finanziari sembrano finiti con l'arrivo di un nuovo sponsor. |         |                   |
| 30 | La decisione di Nami | -       | 7 ottobre 2011    |
| 30 | Dopo il ritiro di Ling Lao dalle gare, le Dragon Ladies possono contare solo su Ming Hua per il ruolo di libero. Per questo motivo Ming Yang tenta di convincere Nami a diventare un libero e la ragazza, dopo un'iniziale titubanza, accetta l'incarico. Jin Mei è ancora inesperta e non abituata al gioco di squadra, ma durante la gara contro le Black Swallows che le Dragon Ladies vincono tre set a zero, comincia a capirne la filosofia. Quella sera stessa Kaori riceve una telefonata dalla madre: suo padre sta male e non gli rimane molto da vivere. |         |                   |
| 31 | La crisi di Kaori | -       | 10 ottobre 2011   |
| 31 | Kaori non dice nulla alle compagne per non creare problemi alla squadra, ma è completamente deconcentrata, anche se ormai tutte hanno capito che c'è qualcosa che non va. Durante la partita con le Strong Lions inoltre, Kaori viene colpita ad un occhio dal pallone e comincia ad avere problemi di vista, ma resiste fino alla fine della partita, che le Dragon Ladies riescono a vincere. Alla fine Kaori lascia la squadra per poter ritornare in Giappone dal padre: la sua avventura cinese termina qui. |         |                   |
| 32 | Lo scontro più difficile | -       | 10 ottobre 2011   |
| 32 | La squadra è senza Kaori e le altre atlete cominciano ad avere numerosi acciacchi dovuti agli infortuni di gioco. In queste condizioni affrontano le temibili Red Eagles di Tan Tan. La partita è un testa a testa continuo e si lotta punto su punto, ma alla fine le Dragon Ladies perdono l'incontro. Nulla è compromesso per il campionato ma d'ora in poi non potranno più sbagliare. |         |                   |
| 33 | Cambio di ruolo | -       | 11 ottobre 2011   |
| 33 | Il riacutizzarsi dei problemi alla schiena costringono Yip Hua ad un riposo forzato. Ming Yang dopo aver osservato attentamente Jin Mei, capisce che la ragazza può sostituire Yip Hua nel ruolo di alzatrice. Jin Mei, che preferirebbe essere schiacciatrice, inizialmente rifiuta il cambio di ruolo, ma alla fine capisce l'importanza dell'alzatrice nell'ambito del gioco ed accetta. Durante la gara contro le Tiger Ladies Jin Mei si mette particolarmente in luce con le sue alzate efficaci permettendo alla squadra di vincere la partita. |         |                   |
| 34 | Sognando le Olimpiadi | -       | 11 ottobre 2011   |
| 34 | Glin viene scelta per giocare un'amichevole contro il Brasile, nell'ambito delle selezioni per le Olimpiadi. Le Dragon Ladies devono quindi affrontare le Crocodile senza il suo prezioso apporto ed inizialmente sono in difficoltà, ma il gioco imprevedibile di Gina e la notizia che le Red Eagles senza l'apporto di Tan Tan (anche lei chiamata in nazionale) hanno perso la partita di campionato, galvanizza le ragazze che arrivano a vincere la gara. Durante l'amichevole con il Brasile Glin fa una discreta prestazione, ma la sua esuberanza fa sì che l'allenatore la sostituisca con la fredda Tan Tan e questo permette a Glin di osservare il comportamento in campo della compagna-rivale e a meditare sui propri errori. Xiu Lan non sa darsi pace per non essere stata scelta per l'amichevole con la nazionale e tenta di inventare una speciale schiacciata che le permetta di partecipare anche lei alle Olimpiadi. |         |                   |
| 35 | Un originale muro a tre | -       | 12 ottobre 2011   |
| 35 | A Yip Hua Zhang si riacutizza il dolore alla schiena e Ming Yang la mette fuori squadra. Lei prende la cosa molto male e vaga per la città senza una meta, fino a che il preparatore atletico Suen le spiega come potrebbe avere un futuro nella squadra anche senza giocare. La partita contro le Strong Lions inizia nel migliore dei modi, ma le avversarie a partire dal secondo set mettono in atto il loro impenetrabile muro a tre delle giocatrici cubane. Xiu Lan chiede di entrare in campo per provare la schiacciata speciale che ha preparato, la schiacciata Arcobaleno. |         |                   |
| 36 | Oltre ogni limite! | -       | 12 ottobre 2011   |
| 36 | Le Strong Lions sono in vantaggio, ma la straordinaria schiacciata Arcobaleno di Xiu Lan, che con un effetto prisma sembra scomporre la palla in sette palle diverse, risulta imprendibile e mette subito in crisi la difesa avversaria. La schiacciata causa però un enorme dispendio di energie mentali in Xiu Lan, che deve essere sostituita provata com'è dal suo gesto atletico. Yip Hua, osservando la partita da bordo campo, riesce comunque a capire come penetrare il muro a tre delle cubane. I suoi suggerimenti e il successivo reinserimento in campo di Xiu Lan portano le Dragon Ladies alla vittoria. Nell'ultima azione però Catherine cade malamente e si infortuna ad un braccio. |         |                   |
| 37 | Una squadra decimata | -       | 13 ottobre 2011   |
| 37 | La squadra è decimata: Catherine a causa del braccio, dovrà restare a riposo per almeno un mese e Yip Hua ha seri problemi con la schiena. Si avvicina l'ultima importante partita, quella che deciderà il campionato: le Dragon Ladies si allenano intensamente ma saranno costrette ad affrontare la gara contro le Red Eagles senza essere nelle migliori condizioni. Ming Yang racconta a Glin la storia di Tan Tan, che aveva promesso al padre di diventare una grande campionessa proprio prima di rimanere orfana. Glin ha fatto una promessa analoga al nonno e capisce quindi la determinazione che spinge la sua rivale. |         |                   |
| 38 | La partita decisiva | -       | 13 ottobre 2011   |
| 38 | Inizia la partita tra le Dragon Ladies e le Red Eagles: in palio c'è il campionato e la partecipazione ai mondiali per club. Le Dragon Ladies hanno la necessità di chiudere in fretta l'incontro perché sono soltanto in nove e non possono permettersi troppi cambi. Il primo set è loro appannaggio, ma dal secondo set Tan Tan entra in azione con la sua poderosa ed imprendibile schiacciata e le Dragon Ladies entrano in crisi e perdono il secondo e il terzo set. Glin però osserva attentamente Tan Tan e crede di aver trovato il modo di neutralizzare la sua schiacciata ultra-rotante. |         |                   |
| 39 | Verso i campionati mondiali | -       | 14 ottobre 2011   |
| 39 | Glin riesce a neutralizzare la terribile schiacciata di Tan Tan, le Dragon Ladies riprendono forza e grazie anche a Mila, a Gina e a Xiu Lan vincono il quarto set. Purtroppo Jin Mei ha problemi con le dita e viene sostituita con Nami mentre Gina prende il ruolo di alzatrice. Il quinto ed ultimo set inizia male per le Dragon Ladies principalmente per l'inesperienza e la prevedibilità di Gina. Yip Hua insiste per rientrare nonostante i problemi alla schiena e il preparatore atletico Suen grazie all'agopuntura la mette in condizione di giocare, ma solo per 10 minuti. Questo tempo è appena sufficiente alle Dragon Ladies per ribaltare il risultato e vincere l'incontro e il campionato, ma a caro prezzo: Yip Hua non potrà più praticare attività agonistica. Daimon, l'allenatore delle Hellcats, ha assistito alla partita e alla fine si mette in contatto con Tan Tan, chiedendole di entrare nella sua squadra. |         |                   |
| 40 | La nuova star delle Hellcats | -       | 14 ottobre 2011   |
| 40 | Tan Tan accetta di entrare nelle Hell Cats che si stanno preparando per i mondiali di club e il signor Daimon per farle posto in squadra non si fa scrupoli a cacciare Amanda Fang per scarso rendimento. Amanda è disperata e chiede alla Yang di accoglierla nelle Dragon Ladies. Yang che ha proprio bisogno di rinforzare la squadra dopo il ritiro di Yip Hua, la accoglie con entusiasmo, ma Glin che conosce bene Amanda e le sue scarse capacità di gioco dimostra subito un profondo astio verso di lei e comincia a metterla appositamente in difficoltà. Amanda però dalla sua ha un grande entusiasmo, che viene esaltato dal particolare modo di allenare della Yang così diverso da quello di Daimon e fin dai primi allenamenti comincia ad integrarsi con le sue nuove compagne fino ad essere accettata anche dalla stessa Glin. |         |                   |
| 41 | Cominciano i mondiali | -       | 17 ottobre 2011   |
| 41 | Iniziano i campionati mondiali. Il sorteggio assegna le Dragon Ladies al girone B, soprannominato da tutti il girone infernale perché ne fanno parte le migliori squadre del mondo: le Hell Cats di New York, le White Bears di Mosca e le Black Jaguars di Santos. La prima partita è tra le Dragon Ladies e le Hell Cats e Diamon, come al tempo della prima amichevole di tanto tempo prima, schiera le riserve. Le Dragon Ladies dopo un avvio nervoso, conquistano facilmente i primi due set. |         |                   |
| 42 | Le sconfitte insegnano | -       | 17 ottobre 2011   |
| 42 | Grazie all'inserimento delle titolari e alle terribili schiacciate di Tan Tan, le Hell Cats vincono gli altri tre set e l'incontro, nonostante la strenua lotta delle Dragon Ladies. Glin è molto amareggiata di avere perso contro Tan Tan, ma Ming Yang sa che le sue ragazze faranno tesoro della sconfitta e che nulla è ancora pregiudicato. |         |                   |
| 43 | Amichevole d'allenamento | -       | 18 ottobre 2011   |
| 43 | Le Texas Buffaloes sono arrivate seconde nel campionato americano vinto dalle Hell Cats e Ming Yang organizza con loro una partita amichevole su due set per preparare meglio le sue ragazze al seguito dei campionati mondiali. Il clima della partita è più rilassato e le Dragon Ladies si rendono subito conto di essere superiori alle avversarie, vincendo il primo e il secondo set, quest'ultimo addirittura per 9 a 25. |         |                   |
| 44 | Un esercito venuto dal nord | -       | 18 ottobre 2011   |
| 44 | La partita contro le russe del White Bears comincia con l'handicap di non poter schierare Ming Hua, infortunatasi ad un braccio durante un allenamento. La partita ha fasi alterne a causa della potente schiacciatrice Vanya Ivanova che mette in crisi la difesa delle Dragon Ladies. La partita si decide solo al quinto set e le Dragon Ladies riescono a stento ad avere la meglio. |         |                   |
| 45 | Il coraggio di Nami | -       | 19 ottobre 2011   |
| 45 | Ming Yang è preoccupata per lo stato psicofisico delle sue ragazze che per un motivo o per l'altro non sono al meglio della condizione. Soprattutto Nami riesce ad andare in campo contro le brasiliane Black Jaguars solamente grazie ad un antidolorifico, a causa di un problema al braccio. Le Dragon Ladies riescono a vincere il primo set, ma le brasiliane cominciano a prendere di mira Nami, che nonostante la sua forza di volontà diventa il punto debole della squadra, e vincono il secondo set. Durante il terzo set Glin entra al posto dell'esausta Xiu Lan. |         |                   |
| 46 | Mosse e contromosse | -       | 19 ottobre 2011   |
| 46 | La partita continua con fasi alterne, ma le Dragon Ladies sembrano prendere il sopravvento fino a che, nell'ultimo decisivo set, l'allenatore delle Black Jaguars fa entrare in campo la Chagas, una giocatrice dalla schiacciata devastante. Durante l'ultima azione, Nami che sta soffrendo terribilmente perché l'antidolorifico ha esaurito il suo effetto, si sacrifica e riceve la spaventosa schiacciata della Chagas, riuscendo ad alzare la palla per Mila, che segna il punto della vittoria. |         |                   |
| 47 | Una piacevole sorpresa | -       | 20 ottobre 2011   |
| 47 | A causa dell'infortunio al braccio, Nami non può giocare per almeno un mese: anche se tenta in tutti i modi di fingere di stare meglio, Ming Yang è intransigente e le impone il riposo forzato. Viene organizzata una partita amichevole contro le Tokyo Hawkers di Kaori, ed è proprio lei a convincere l'amica Nami a salvaguardare la sua salute. Le Dragon Ladies vincono facilmente l'incontro, ma commettono parecchi piccoli errori e la Yang, a cui sta particolarmente a cuore la salute delle sue ragazze, capisce che cominciano ad essere affaticate e concede loro una giornata di riposo. |         |                   |
| 48 | Voglia di vincere | -       | 20 ottobre 2011   |
| 48 | Le statunitensi Hell Cats battono le peruviane Lima Cheetahs e accedono alle semifinali. Le Dragon Ladies si scontrano invece con le italiane della Splashing Ponies, squadra per certi versi con una storia simile alla loro: promozione in A1 e vittoria del campionato italiano. Le Splashing Ponies, la mettono sul piano fisico e tentano di annientare la resistenza delle cinesi prolungando il più possibile i set, ed è solo per la tremenda forza di volontà delle Dragon Ladies che alla fine queste ultime riescono in qualche modo a vincere e ad accedere alle semifinali. |         |                   |
| 49 | Una vittoria schiacciante | -       | 21 ottobre 2011   |
| 49 | Durante la gara precedente, casualmente Mila e Glin non si erano intese tra loro e avevano fortunosamente colpito la palla contemporaneamente, ricavandone una schiacciata praticamente imprendibile: la "schiacciata doppia del drago". Durante gli allenamenti prima della gara contro le Havana Sharks di Cuba, le due ragazze tentano in tutti i modi di replicare e perfezionare quel colpo, ma senza molto successo. Durante la gara, che le Dragon Ladies devono vincere per giocare la finale, Mila e Glin tentano di ripetere la schiacciata con effetti disastrosi, nonostante questo però le Dragon Ladies si apprestano a vincere la partita. Quando poi Mila e Glin finalmente riescono di nuovo a fare la "schiacciata doppia del drago", tutte le ragazze sono galvanizzate ed arrivano facilmente alla vittoria. Intanto le Hell Cats vincono la semifinale contro le giapponesi della Tokyo Hawkers di Kaori: la finale si preannuncia quindi difficilissima. |         |                   |
| 50 | Forza, Dragon Ladies! | -       | 21 ottobre 2011   |
| 50 | La Yang organizza una partita amichevole tra le Dragon Ladies e alcune delle loro migliori avversarie incontrate nel corso del campionato: Ruiz, Rosir, Cecil, Zhen Lan e le gemelle Gum Lai e Gan Lai. Le Dragon Ladies possono così perfezionare tutti i loro colpi segreti che dovranno poi utilizzare durante la finale contro le Hell Cats. Anche Mila e Glin riescono a capire come compiere con facilità la terribile "schiacciata doppia del drago". Le ragazze vincono con facilità, ma Ming Yang è comunque preoccupata perché sa che Daimon sta prendendo tutte le contromisure per contrastarle. |         |                   |
| 51 | La finale dei mondiali | -       | 24 ottobre 2011   |
| 51 | Inizia la finale tra le Dragon Ladies e le Hell Cats e subito le ragazze della Yang si rendono conto che tutte le loro azioni, anche le più difficili, sono perfettamente conosciute e previste dalle avversarie grazie ai sofisticati sistemi informatici adottati da Daimon che riprende ogni partita ed analizza le immagini al computer. Soltanto la nuovissima schiacciata doppia del drago di Mila e Glin sembra sortire qualche effetto, ma Mitamura, dopo aver analizzato le immagini di tre telecamere posizionate ai lati del campo di gioco, riesce a trovare anche in quella azione un punto debole e le Hell Cats dopo un avvio fulminante vincono i primi due set. |         |                   |
| 52 | Sulla vetta del mondo | -       | 24 ottobre 2011   |
| 52 | Mila e Glin si intendono alla perfezione e riescono ad introdurre nel corso della partita una variante alla loro schiacciata doppia del drago rendendola imprendibile. Inoltre le imprevedibili battute falco di Gina mettono in crisi le avversarie, che non hanno dati computerizzati su cui basarsi. Le Dragon Ladies capiscono che questo è il punto debole delle loro avversarie e cominciano a giocare istintivamente facendo saltare tutti gli schemi e vincendo il terzo ed il quarto set. Nell'ultimo set Glin è dolorante ad un polso per aver ricevuto le terribili schiacciate di Tan Tan, ma tiene duro e porta le Dragon Ladies alla vittoria della Coppa del Mondo. Dopo la partita è ormai tempo di pensare alle Olimpiadi di Pechino: Glin, Tan Tan, Xiu Lan, Jin Mei e Ming Hua vengono convocate nella nazionale cinese, Mila, Kaori e Nami faranno parte della nazionale giapponese, Gina nella nazionale italiana, Maria in quella brasiliana, e Catherine in quella francese: le ragazze non vedono l'ora di gareggiare e di affrontare le amiche per una volta da avversarie e puntano tutte alla medaglia d'oro. |         |                   |